# Željko Ivezić
Željko Ivezić (rođen 1965. u Sarajevu) je hrvatsko-američki astrofizičar.  Nakon što je obranio doktorat na Kentuckyjskom sveučilištu 1995. godine, gdje je radio na prijenosu zračenja kod prašine (napisao je računalni program "Dusty"), 1997. prelazi na sveučilište Princeton gdje radi na projektu Sloan Digital Sky Survey (SDSS). Nakon Princetona, odlazi na Washingtonsko sveučilište u Seattleu 2004. godine, gdje je izabran za profesora.
Samostalno ili kao suautor objavio je preko 250 znanstvenih radova. Asteroid 202930 Ivezic je imenovan njemu u čast. Trenutno radi 
na projektu Large Synoptic Survey Telescope (LSST) gdje je 
predsjedatelj Vijeća za znanost (LSST Science Council). Sudjeluje i na projektima EVLA, VAO i LIGO.